# Католицька церква в Гані
Като́лицька це́рква в Га́ні — друга християнська конфесія Гани. Складова всесвітньої Католицької церкви, яку очолює на Землі римський папа. Керується конференцією єпископів. Станом на 2004 рік у країні нараховувалося близько 2 675 000 католиків (12,43% від усього населення). Існувало 18 діоцезій, які об'єднували 366 церковних парафій.  Кількість  священиків — 1069 (з них представники секулярного духовенства — 876, члени чернечих організацій — 193), постійних дияконів — 1, монахів — 476, монахинь — 794.